# Nemesvid
Nemesvid est un village et une commune du comitat de Somogy en Hongrie.